# Бурундуйский
Бурундуйский — поселок в Усть-Удинском районе Иркутской области.

## География
Поселок находится в 70 км от центра района.

## Население
По данным Всероссийской переписи населения 2010 года население НП составило 44 человек.

## Власть
Поселок в административном плане относится к Чичковскому муниципальному образованию Усть-Удинского района
Иркутской области.